# Кеннеди, Джон Фицджеральд (младший)
Джон Фицджеральд Кеннеди-младший (англ. John Fitzgerald Kennedy, Jr, 25 ноября 1960 — 16 июля 1999) — американский журналист и адвокат, второй ребёнок и первый сын 35-го президента США Джона Кеннеди и Жаклин Кеннеди. 
В американской прессе его также называли Джон-младший (англ. John Jr), Джон-Джон (англ. John-John), или JFK Jr, или Сын Америки (англ. America's Son), поскольку был одним из немногих президентских детей, в столь раннем возрасте оказавшихся и воспитывавшихся в Белом доме фактически на виду у всей страны.

## Детство

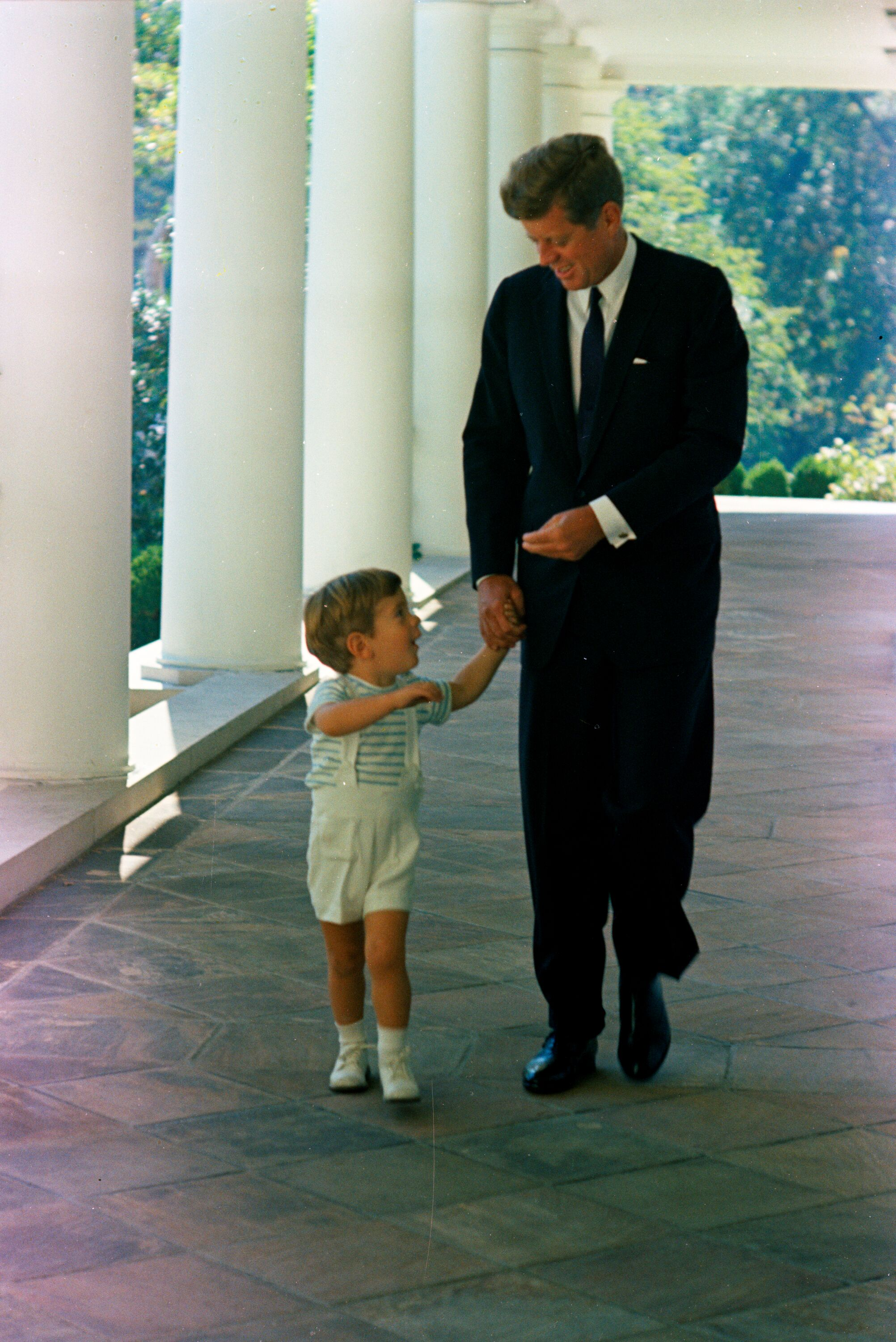
Президент США Джон Кеннеди со своим сыном Джоном-младшим, 10 октября 1963

Джон Кеннеди-младший родился спустя 16 дней после избрания президентом его отца Джона Кеннеди, с младенчества и до своей гибели в 1999 году находился на глазах у общественности. В течение первых трёх лет своей жизни жил в Белом доме, откуда в прессу попадало много фотографий подрастающего Джона Кеннеди-младшего. Прозвище Джон-Джон (англ. John-John) получил из-за статьи одного журналиста, который неправильно расслышал, как зовёт сына отец и подумал, что в семье Кеннеди так называют младшего Джона Кеннеди. Однако это прозвище в прессе получило распространение, и хотя семья Кеннеди опровергла эту информацию и не скрывала своего раздражения по поводу прозвища, многие в США стали называть его именно так. Впоследствии в первый день обучения в школе Джон Кеннеди-младший подрался со своим одноклассником, который назвал его Джон-Джон.
За три дня до трёхлетия Джона, 22 ноября 1963 года, в Далласе был убит его отец. Похороны президента Кеннеди состоялись 25 ноября 1963 года в день рождения Джона Кеннеди-младшего; по всему миру транслировались кадры, где Джон Кеннеди-младший салютует гробу своего отца.
После убийства отца Джон Кеннеди-младший жил на Манхэттене в Нью-Йорке со своей матерью Жаклин Кеннеди. В 1968 году его мать повторно вышла замуж за греческого магната-судовладельца Аристотеля Онассиса. Отчим умер в 1975 году, когда Кеннеди-младшему было 14 лет.

## Карьера
После обучения в начальной школе поступил в академию Филлипса, после которой поступил в Брауновский университет, вопреки семейной традиции, по которой Кеннеди обучались в Гарварде.
19 июля 1988 года выступил с 6-минутной речью на национальном съезде Демократической партии.
С 1989 года по 1993 год работал помощником окружного прокурора Манхэттена. В 1995 году основал общественно-политический глянцевый ежемесячный журнал «Джордж» (англ. George), после смерти Джона Кеннеди-младшего журнал был выкуплен одной из медиа-компаний и выпускался до начала 2001 года, после чего был закрыт из-за недостатка средств от рекламы.
В 1999 году заявил о возможности своего выдвижения кандидатом в президенты США на выборах 2000 года.
В Америке Джон Кеннеди младший был очень популярной фигурой, в прессе считался одним из завидных женихов США. Прессой ему приписывались многочисленные романы со знаменитостями, такими как Мадонна или Дэрил Ханна. 21 сентября 1996 года он женился на Каролин Джен Биссет, в церемонии участвовала его сестра Кэролайн Кеннеди и его кузен Энтони Радзивилл. Детей у Джона и Каролин не было.

## Гибель
16 июля 1999 года Джон Кеннеди-младший со своей женой Кэ́ролин Джинн Бе́ссетт-Ке́ннеди и её сестрой Лорэн вылетел из аэропорта округа Эссекс в Нью-Джерси на лёгком самолёте «Пайпер Саратога». Кеннеди управлял самолётом и направлялся в штат Массачусетс на свадьбу своей двоюродной сестры Рори Кеннеди, младшей дочери Роберта Кеннеди (родившейся уже после его убийства). Самолёт разбился, упав в Атлантический океан на большой скорости. Как показало расследование, катастрофа произошла из-за дезориентации в пространстве и из-за плохой видимости. Самолёт сначала перешел в пологое снижение с креном, а затем в крутое пике, вплоть до столкновения с водой. Записи с радаров показали также, что самолёт, возможно, на некоторых участках полёта находился на автопилоте. Тем не менее, считается, что если бы в момент катастрофы автопилот был включён, дезориентации в пространстве не наступило бы, поскольку это исключительно человеческая ошибка. Джон Кеннеди-младший был неопытным пилотом, налетавшим самостоятельно лишь 75 часов и не летал этим маршрутом в тёмное время суток, поэтому считается, что катастрофа произошла из-за ошибки в условиях плохой видимости. Джон планировал вылететь в светлое время суток, но его жена опоздала на аэродром, покупая свадебный подарок, задержавшись в магазине на два часа.
По указанию президента США Билла Клинтона после смерти Кеннеди-младшего был объявлен траур, и на Белом доме был приспущен государственный флаг США. В поиске обломков самолёта и тел погибших участвовали корабли ВМС США. Останки погибших были кремированы и развеяны с корабля недалеко от берегов острова Мартас-Винъярд.